# فدریکا مونتسنی

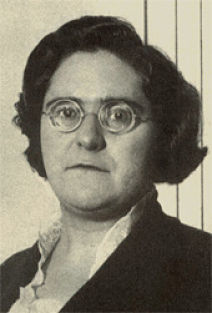

فدریکا مونتسنی (به اسپانیایی: Federica Montseny i Mañé)، (۱۲ فوریه ۱۹۰۵ - ۱۴ ژانویه ۱۹۹۴)، روشنفکر آنارشیست اسپانیایی و وزیر بهداشت در دولت انقلابی اسپانیا در طول جنگ داخلی اسپانیا بود. او به خاطر رمان‌ها و مقاله‌هایش نیز شناخته‌شده است.

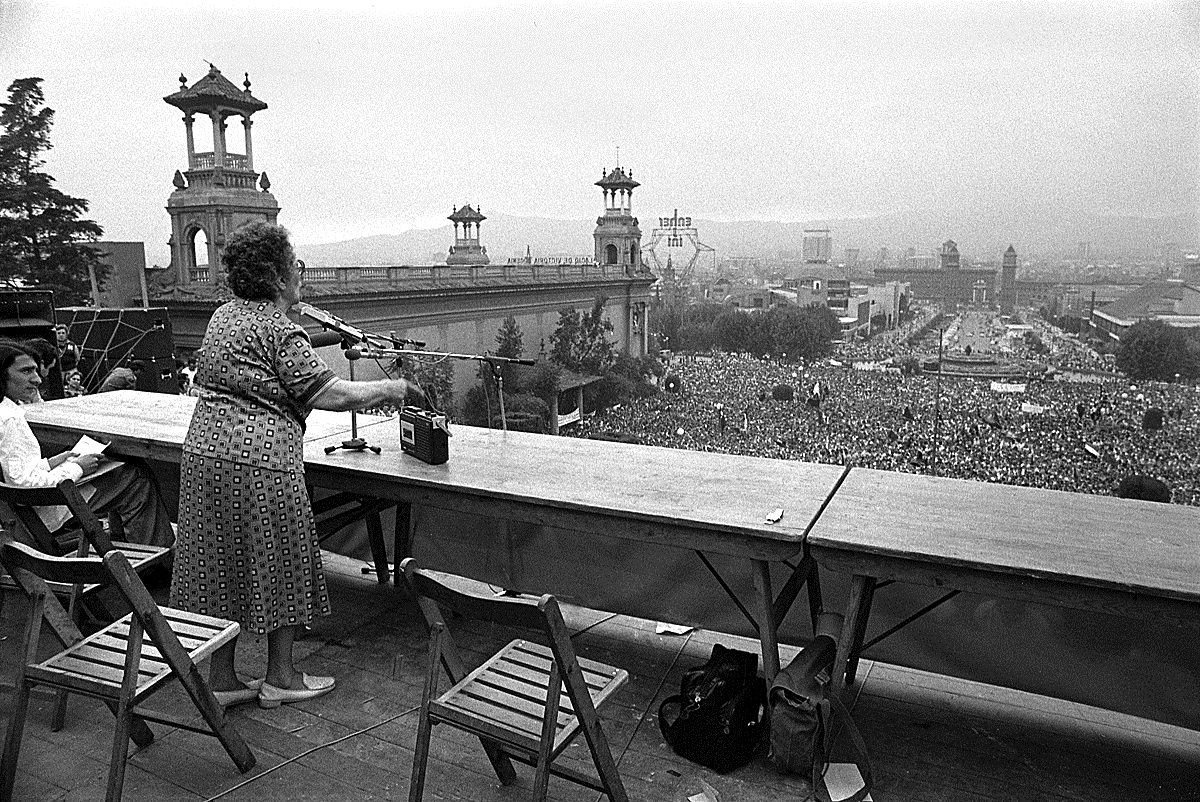
مونتسنی در ۱۹۷۹ در گردهمایی CNT در بارسلونا برای مردم سخنرانی می‌کند. این اولین بار پس از ۳۶ سال دیکتاتوری فرانکو بود.

در سال ۱۹۳۹ با پیروزی نیروهای ژنرال فرانکو مجبور به رفتن به فرانسه و اقامت در تبعید شد. بسیاری از کتاب‌هایش را در این زمان نوشت که تنها بخشی از آنها مربوط به سیاست بودند. او در سال ۱۹۷۷ پس از ۳۸ سال تبعید به کشورش بازگشت.